# Босна и Херцеговина на Светском првенству у атлетици у дворани 2014.
Босна и Херцеговина је учествовала на Светском првенству у атлетици у дворани 2014. одржаном у Сопоту од 7. до 9. марта. У свом седмом учешћу на Светским првенствима у дворани до данас, репрезентацију Босне и Херцеговине представљао је један атлетичар који се такмичио у бацању кугле.
Није било нових националних, личних и рекорда сезоне. И после овог Светског првенства, Босна и Херцеговина је остала у групи земаља које никад нису освајале медаље на овим такмичењима.

## Учесници
Мушкарци:
- Кемал Мешић — Бацање кугле

## Резултати

### Мушкарци
| Атлетичар   | Дисциплина   | Лични рекорд | Квалификације | Квалификације | Финале               | Финале       | Детаљи |
| Атлетичар   | Дисциплина   | Лични рекорд | Резултат      | Место         | Резултат             | Место        | Детаљи |
| ----------- | ------------ | ------------ | ------------- | ------------- | -------------------- | ------------ | ------ |
| Кемал Мешић | Бацање кугле | 20,44        | 19,50         | 15            | Није се квалификовао | 15 / 19 (20) |        |